# جوزيف بي. هودغ
جوزيف بي. هودغ هو قاضي ومحامي وسياسي أمريكي، ولد في 15 ديسمبر 1810 في ستوبنفيل في الولايات المتحدة، وتوفي في 14 أغسطس 1891 في سان فرانسيسكو في الولايات المتحدة. نشط حزبياً في الحزب الديمقراطي. وقد انتخب عضو مجلس النواب الأمريكي ‏.